# ليونيداس كاسيلاكيس
ليونيداس كاسيلاكيس (باليونانية: Λεωνίδας Κασελάκης)‏ مواليد 1 يونيو 1990 في خولارغوس، هو لاعب كرة سلة يوناني. بدأ مسيرته الاحترافية في سنة 2008. يلعب مع فريق أستانة. يحمل الرقم 14. يبلغ طوله 6 قدم 7.5 بوصة (2.0 م). سبق أن لعب مع نادي إيه إي كي لكرة السلة في الدوري اليوناني لكرة السلة.

## روابط خارجية
- ليونيداس كاسيلاكيس على موقع الاتحاد الدولي لكرة السلة (الإنجليزية)
- ليونيداس كاسيلاكيس على موقع كرة السلة الأوروبية.كوم (الإنجليزية)
- ليونيداس كاسيلاكيس على موقع ريلجم (الإنجليزية)
- ليونيداس كاسيلاكيس على موقع بروبوليرز (الإنجليزية)
- ليونيداس كاسيلاكيس على موقع سبورتس رفرنس (الإنجليزية)